# Barrancas, Ahualulco
Barrancas är en ort i Mexiko.   Den ligger i kommunen Ahualulco och delstaten San Luis Potosí, i den centrala delen av landet, 400 km nordväst om huvudstaden Mexico City. Barrancas ligger 1 906 meter över havet och antalet invånare är 537.
Terrängen runt Barrancas är kuperad österut, men västerut är den platt. Barrancas ligger nere i en dal. Runt Barrancas är det ganska tätbefolkat, med 54 invånare per kvadratkilometer. Närmaste större samhälle är Ahualulco, 11,0 km nordost om Barrancas. Omgivningarna runt Barrancas är i huvudsak ett öppet busklandskap.